# Gilles Rozier
Gilles Rozier (ur. w 1963 r. w La Tronche pod Grenoble) – francuski pisarz, piszący też w języku jidysz. Dyrektor Biblioteki Medem w Paryżu.

## Życiorys
W 1984 r. ukończył prestiżową szkołę handlową ESSEC, rodzaj uczelni ekonomii i biznesu należących do kategorii Grande école.
W 1985 r. rozpoczął studia literatury jidysz.
W 1997 r. uzyskał doktorat za pracę poświęconą życiu i twórczości Mojżesza Brodersona pisaną pod opieką Rachel Ertel (Moyshe Broderzon: un Ecrivain jidysz d'avant-garde, Paryż, Presses Universitaires de Vincennes, 1999).
Jest wykładowcą literatury jidysz i autorem 6 powieści w języku francuskim oraz tyluż w języku jidysz. Wiersze w języku jidysz jego autorstwa zostały opublikowane przez pisma literackie „Di pióra” (Oksford), „Yerusholaimer almanakh” (Jerozolima) i „Toplpunkt” (Tel-Aviv).
Redaguje „Gilgulim”, francuskie pismo poświęconego literaturze współczesnej jidysz (redaktor naczelny). Jest także tłumaczem z jidysz i hebrajskiego na francuski.
Mieszka w Paryżu, gdzie od 1994 r. jest dyrektorem Biblioteki Medem (Włodzimierz Medem (1879 – 1923), ideolog żydowskiego ruchu Bund w carskiej Rosji), największej biblioteki jidysz w Europie.

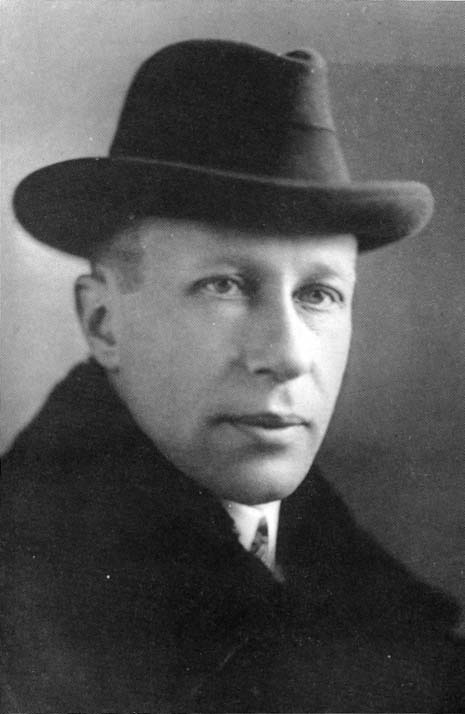
Włodzimierz Medem (1879-1923), wielki ideolog żydowskiego ruchu Bund w carskiej Rosji

Jest żonaty i ma dwóch synów. W domu mówi się po francusku i w jidysz.
„Po pierwsze, nie wolno lekceważyć dziedzictwa i trzeba je chronić – gdyby go nie było, nie dałoby się w ogóle mówić o kulturze jidysz” – stwierdza w wywiadzie na łamach pisma „Cwiszn” Gilles Rozier, redaktor naczelny „Gilgulim”, francuskiego pisma poświęconego współczesnej literaturze jidysz.

## Publikacje w języku francuskim
- Par-delà les Monts obscurs, powieść, Paryż, Ed. Denoël 1999, ISBN 2-207-24953-0,
- Moïse fiction, powieść, Paryż, Ed. Denoël, 2001 ISBN 2-207-25217-5,
- Un amour résistance sans, powieść, Paryż, Ed. Denoël 2003, ISBN 2-207-25522-0,
- La Promesse d'Oslo, powieść, Paryż, Ed. Denoël 2005,ISBN 2-207-25702-9,
- Projekce privées, powieść, Paryż, Ed. Denoël 2008, ISBN 978-2-207-25984-9,
- D'un pays sans amour, powieść, Paryż, Ed. Grasset, 2011, ISBN 978-2-246-78364-0, Grand prix Thyde-Monnier de la SGDL 2011
- Fugue à Leipzig, narracja, Paryż, Ed. Denoël, 2005[1].

## Publikacje w języku polskim
W języku polskim została wydana jedna jego książka Mojżesz Broderson. Od Jung Idysz do Araratu, wyd. Hamal Łódź 2008, ISBN 978-83-925420-5-6.
Książka przetłumaczona przez Joannę Ritt.
Książka umożliwia nam poznanie wszechstronnej działalności Mojżesza Brodersona na tle życia kulturalnego żydowskiej Łodzi, w powiązaniu z europejską a nawet światową awangardą artystyczną pierwszej połowy XX w. Oparta jest na źródłach u nas mało znanych, lub wręcz nieznanych. Uwypuklone jest to, co dziś, po stu niemal latach pozostało najważniejsze – a więc uniwersalne przesłanie twórczości Mojżesza Brodersona oraz jego niezwykła umiejętność łączenia współczesności z tradycją. Pokazanie szerokiego spektrum postaci ludzkich ówczesnej Europy oraz ich twórczości na tle realiów przypomina nam dowodnie, że polska literatura jidysz i jej twórcy zaistnieli bardzo wyraźnie w historii Europy ze szczególnym uwzględnieniem historii Żydów Łodzi i Europy Wschodniej.
Książka przybliżyła twórczość nie tylko Mojżesza Brodersona ale także tak znakomitych artystów jak Jankiel Adler, Marek Szwarc czy ludzi pióra jak Icchak Kacenelson, Szolem Alejchem, Szalom Asz, Icchok Lejb Perec, Mejchler Rawicz, Jechiel Jeszaja Trunkn a nawet Juliana Tuwima, choć on do tej plejady twórców wtedy piszących w jidysz nie należał, ba, nie pisał w ogóle w jidysz.
„Ciekawe jest spojrzenie francuskiego pisarza na skomplikowaną a zarazem wyjątkową przeszłość wielokulturowej Łodzi”.
Książka została przywołana w przypisach do hasła Żydzi aszkenazyjscy (przyp. 75).